# أولاد الطاهر (أولاد الحناوي)
أولاد الطاهر هو دُوَّار يقع بجماعة صاكة، إقليم جرسيف، جهة الشرق في المملكة المغربية. ينتمي الدوّار لمشيخة أولاد الحناوي التي تضم 3 دواوير. يقدر عدد سكانه بـ 338 نسمة حسب الإحصاء الرسمي للسكان والسكنى لسنة 2004.

## روابط خارجية
- البوابة الوطنية للجماعات الترابية
- المندوبية السامية للتخطيط